# 1925 en santé et médecine
| Années de la santé et de la médecine : 1922 - 1923 - 1924 - 1925 - 1926 - 1927 - 1928    |
| Décennies de la santé et de la médecine : 1890 - 1900 - 1910 - 1920 - 1930 - 1940 - 1950 |

Cet article présente les faits marquants de l'année 1925 en santé et médecine.

## Événements
- Publication de Arrowsmith, portrait d'un médecin d'une petite ville du Middle West de Sinclair Lewis[1].
- 1925-1926 : essais de vaccinations antitétaniques par Gaston Ramon[2].

## Naissances
- 22 janvier : Eva Klein, (morte en 2025), médecin et chercheuse hongro-suédoise.
- 28 février : Loránd Gáspár (mort en 2019), poète, médecin, historien, photographe et traducteur français d’origine hongroise.
- 23 mai : Joshua Lederberg (mort en 2008), généticien et microbiologiste américain, prix Nobel de physiologie ou médecine en 1958.
- 4 juin : Odette Ferreira (pt) (morte en 2018), pharmacienne, professeur et chercheuse portugaise.
- 20 juillet : Frantz Fanon (mort en 1961), psychiatre et essayiste de nationalité française.
- 28 juillet : Baruch Blumberg (mort en 2011), médecin américain, prix Nobel de physiologie ou médecine en 1976.
- 16 septembre : Christian Cabrol (mort en 2017), chirurgien cardiaque et homme politique français.
- 22 septembre : Judith Dupont, psychanalyste, éditrice et traductrice française d'origine hongroise.
- 4 décembre : Albert Bandura (mort en 2021), psychologue canadien.

## Décès
- 22 février : Clifford Allbutt (né en 1836), médecin anglais.
- 25 juin : Josef Breuer (né en 1842), médecin et physiologiste autrichien.
- 25 décembre : Karl Abraham (né en 1877), psychiatre et psychanalyste allemand.